# Verwaltungsgemeinschaft Altenberg
Verwaltungsgemeinschaft Altenberg é uma Verwaltungsgemeinschaft da Alemanha localizada no estado da Saxônia.

## Gemeinden
Possuí as seguintes comunidades
- Altenberg juntamente com Bärenfels, Bärenstein, Falkenhain, Hirschsprung, Kipsdorf, Oberbärenburg, Rehefeld-Zaunhaus, Schellerhau, Waldbärenburg, Waldidylle e Zinnwald-Georgenfeld
- Hermsdorf/Erzgeb. juntamente com Hermsdorf, Seyde e Neuhermsdorf